# Bristol (Tennessee)
Bristol – miasto (city) w Stanach Zjednoczonych, w stanie Tennessee, w hrabstwie Sullivan. Według spisu z 2020 roku liczy 27,1 tys. mieszkańców. Miasto tworzy jeden organizm miejski z sąsiednim Bristolem w stanie Wirginia i jest częścią obszaru metropolitalnego Johnson City.
Bristol Motor Speedway, to krótki tor wyścigowy NASCAR, który jest jednym z najbardziej popularnych sportowych obiektów motorowych w kraju.
Znajduje się tutaj jeden z największych zakładów farmaceutycznych w kraju – UPM Pharmaceuticals. Swoją siedzibę ma także piąty co do wielkości producent węgla na świecie – Contura Energy.
W 2021 roku Bristol zostało wymienione przez Yahoo! Finance jako jedno z dziesięciu najbardziej konserwatywnych dużych miast w Stanach Zjednoczonych. 